# Chappe et Gessalin

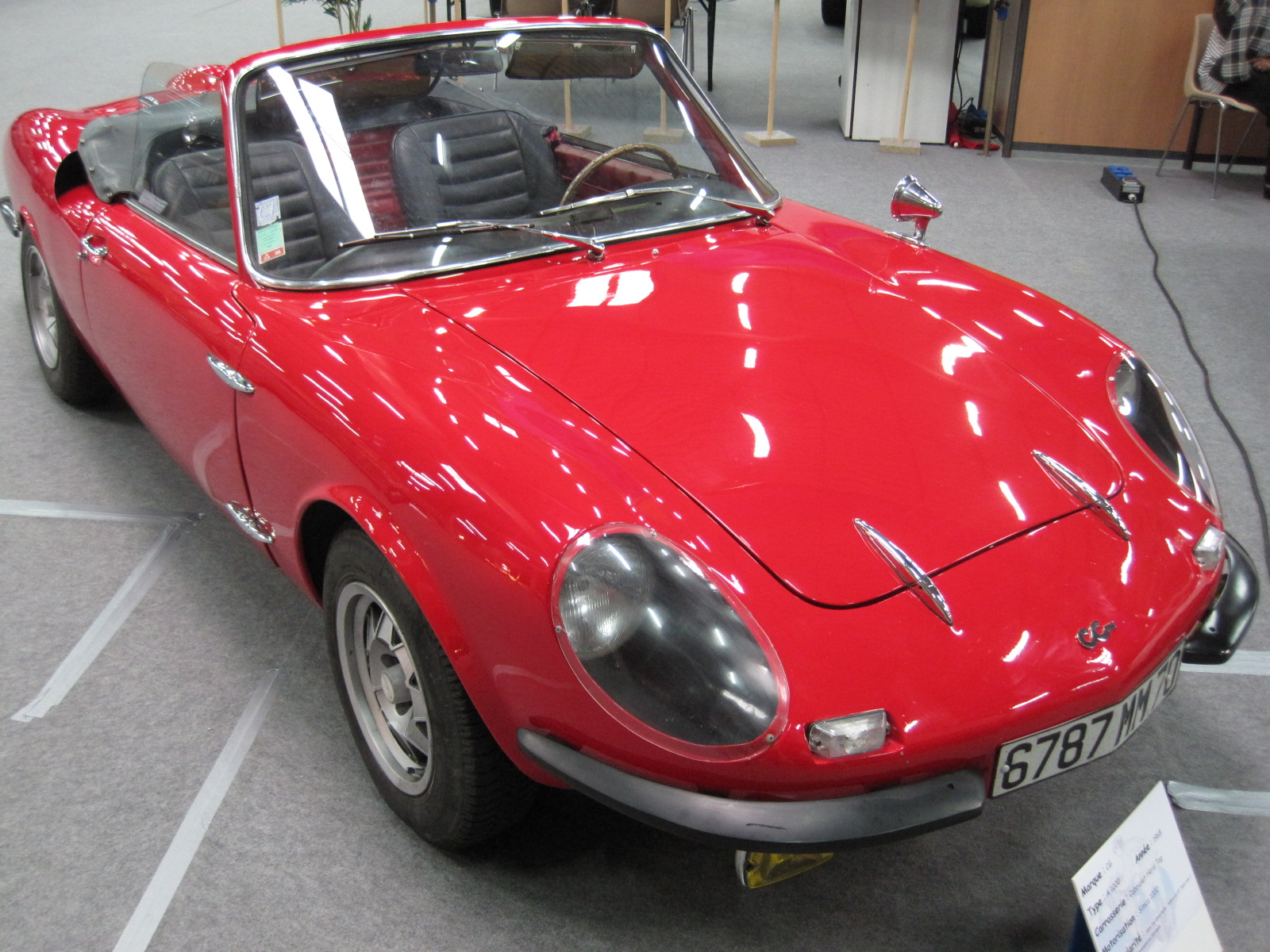
CG A 1000 von 1968

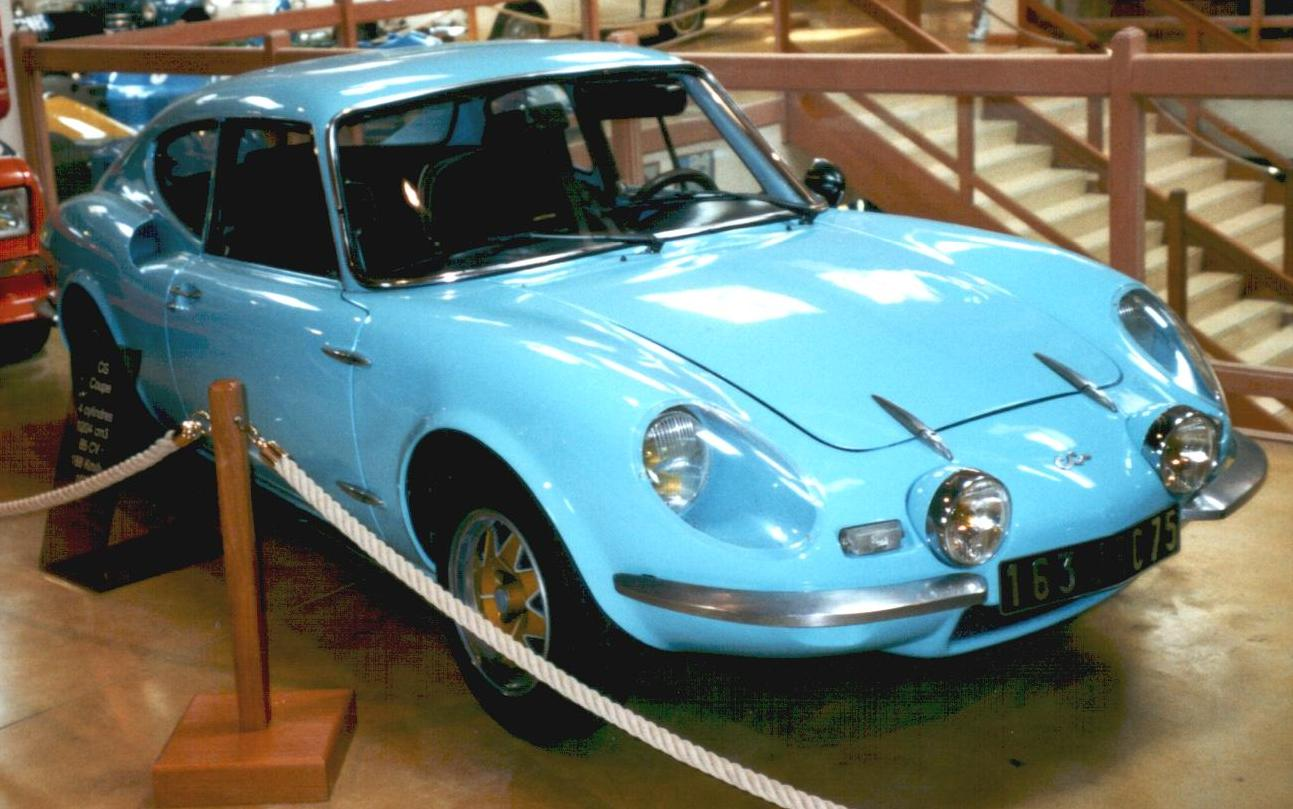
CG B 1200 S von 1972

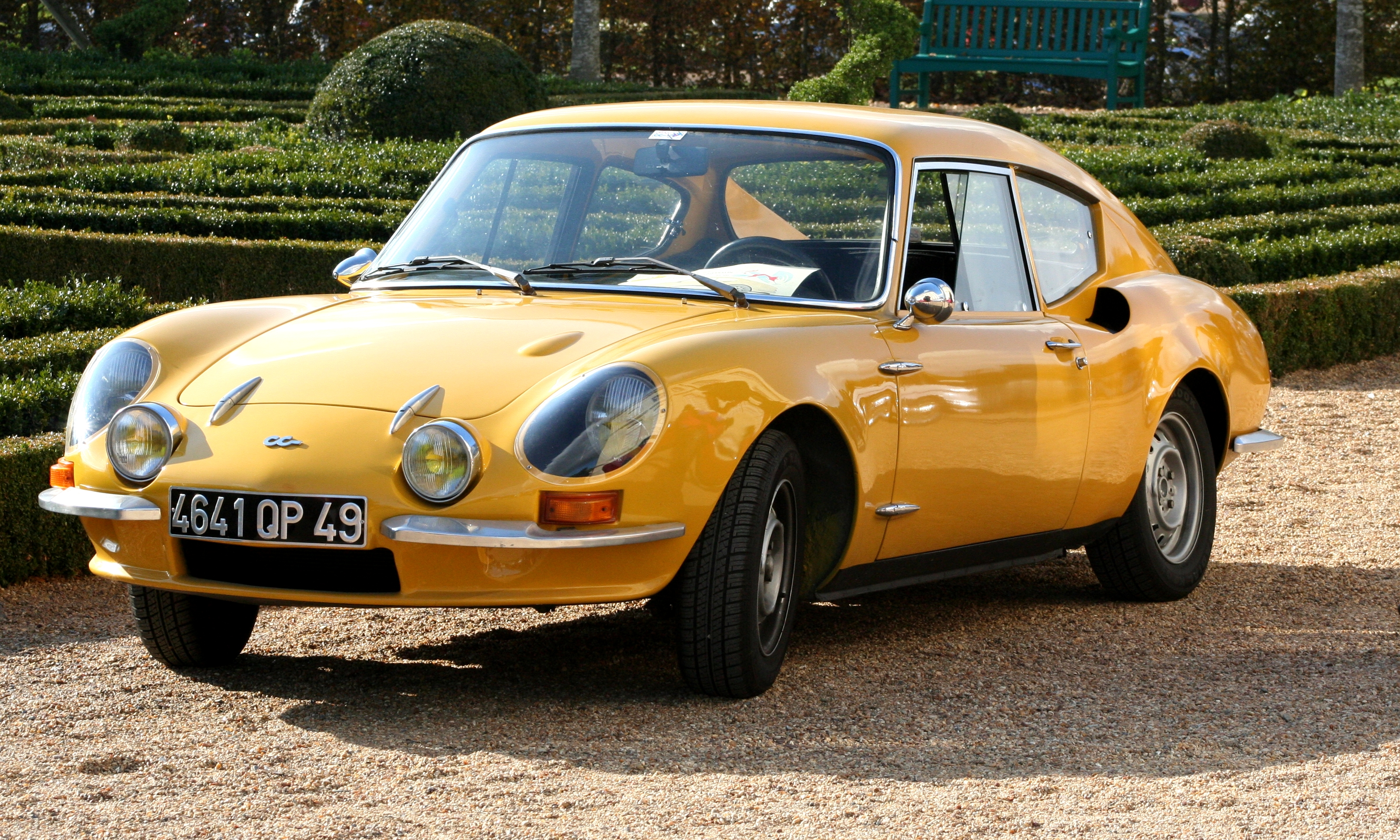
CG C 1300

Chappe et Gessalin (C. G., Chappe Frères & Gessalin) war ein französischer Hersteller von Automobilen aus Brie-Comte-Robert, der zwischen 1947 und 1974 tätig war.

## Entwicklung
Anfangs stellte das Unternehmen Karosserien aus Aluminium für Talbot und Delahaye her. Später erfolgte auch die Herstellung von Polyesterkarosserien für Charles Deutsch, Deutsch-Bonnet und Alpine. 1966 wurde das erste von drei eigenen Modellen vorgestellt, die alle auf Fahrzeugen von Simca basierten. Im April 1974 endete die Produktion nach etwa 405 Exemplaren.

## Firmenlogo
Albert Uderzo entwickelte im Jahr 1970 ein Markenzeichen, das einen Hahn zeigt, da das Unternehmen an der "Rue du Coq Gaulois" in Brie-Comte-Robert lag.

## Die Modelle

### A 1000
Das erste Modell wurde 1966 vorgestellt. Es basierte auf Simca-1000-Technik und war als Spider 1000 mit einer offenen Karosserie aus Polyester sowie als Sport 1000 als Coupé lieferbar. Der Vierzylindermotor mit 944 cm³ Hubraum leistete 40 PS. 1969 kam das stärkere Modell 1000 S dazu, ebenfalls als Cabriolet und Coupé, dessen Motor aus 1118 cm³ Hubraum 49 PS leistete.

### B 1200 S und 548
Das Modell B 1200 S erschien 1968, wiederum als Cabriolet und Coupé. Der Motor mit 1204 cm³ Hubraum leistete anfangs 80 PS, ab 1970 85 PS. 1970 kam das leichtere Modell 548 dazu, das es zusätzlich auch als Spider gab, und vorwiegend für den Motorsport gedacht war. Für dieses Modell war auch ein Constantin-Kompressor lieferbar.

### C 1300
1972 erschien der C 1300. Der Motor vom Simca 1000 Rallye 2 leistete aus 1294 cm³ Hubraum 82 PS, in der Sportausführung 95 PS.